# Ла Ломбарда (Прато)
Ла Ломбарда је насеље у Италији у округу Прато, региону Тоскана.
Према процени из 2011. у насељу је живело 14 становника. Насеље се налази на надморској висини од 38 м.